# Leonaspis
Leonaspis – rodzaj stawonogów z wymarłej gromady trylobitów, z rzędu Lichida. Żył w okresie ordowiku, syluru i dewonu.